# Merosargus panamensis
Merosargus panamensis är en tvåvingeart som beskrevs av Mcfadden 1971. Merosargus panamensis ingår i släktet Merosargus och familjen vapenflugor. Inga underarter finns listade i Catalogue of Life.